# Линия D (RER)
Линия D (RER) — линия пригородного сообщения Парижа с регионом Иль-де-Франс. Является четвёртой линией RER, официальное движение по линии началось в 1987 году. Единственная линия RER, чьи самые дальние от центра Парижа конечные находятся за пределами Иль-де-Франса.

## Описание
Линия D идет с севера на юг, проходя через самое сердце Парижа. Конечные станции на юге — Мелён и Мальзерб, на севере — город Орри и Крей (через Сен-Дени). В городе линия D имеет остановки на Северном и Лионском вокзалах, а также переход на линии A и B в Шатле-ле-Аль.

## Сеть
Сегодня линия состоит из 59 станций. Имеет длину 197 километров. Линия D является самой загруженной во Франции, перевозя до 550 000 пассажиров при помощи 440 поездов в рабочий день. Все станции линии эксплуатируются SNCF. Имеет 7 конечных пунктов:
- D1 Orry-la-Ville — Coye
- D2 Мелён
- D3 Крей
- D4 Мальзерб[фр.]
- D5 Villiers-le-Bel
- D6 Corbeil-Essonnes
- D7 Goussainville